# Карбонье д’Арсит, Лев Львович
Лев Львович Карбонье д’Арсит (также Луи Бартоломей Карбоньер, фр. Louis Barthélémy Carbonnier d'Arsit de Gragnac; 1770, Петербург — 1836, Петербург) — российский инженер французского происхождения.

## Биография
Сын Этьена Карбоньера, строителя Петербургского арсенала и Таицкого водопровода.
С семи лет был записан капралом в Преображенский полк. В 1788 году поступил в Санкт-Петербургский гренадерский полк; в 1791 году перевёлся в Днепровский гренадерский полк; в 1795 году был переведён в Черноморский гренадерский корпус и участвовал в постройке крепости Одессы.
В 1801 году зачислен в свиту Его Величества, с 1802 по 1805 годы состоял во 2 кадетском корпусе преподавателем военных математических наук.
В 1808 году назначен адъютантом к министру морских сил, адмиралу Чичагову.
В 1809 году был назначен директором гидравлических работ на Кронштадтском рейде, в 1810 году переведён в корпус инженеров путей сообщения, в 1811 году назначен генерал-инспектором этого корпуса.
Принимал участие в Отечественной войне 1812 года и войнах 1813—1814 годов: за Лейпцигское сражение получил алмазные знаки к ордену Св. Анны 1 степени.
В 1815—1816 годы произвёл значительные улучшения для судоходства по рекам Волге (выше Рыбинска), Тверце, Гжати и Москве.
В 1818 году был назначен директором работ военных поселений, но вскоре оставил эту должность, перешёл в совет путей сообщения и получил поручение образовать военно-строительное училище, которым затем и управлял.
В 1824—1826 годы по болезни находился в отставке, но в 1826 году снова определён в инженерный корпус и назначен председателем главного цензурного комитета.
В 1827 году стал директором строительного департамента по морской части; при нём в Кронштадте воздвигнут был форт «Пётр I».
Карбонье также руководил работами по постройке московского Манежа. В 1834 году получил чин инженер-генерала.
Карбонье перевёл с немецкого два сочинения барона Дибича: «Подробное описание учебного времени и маневров потсдамских гарнизонов в царствование Фридриха ІI» и «Мысли о солдате», и с французского «Полный курс фортификации», соч. С.-Поля (1813).
Был почетным членом Казанского и Виленского университетов.

## Награды
- Орден Святой Анны 1-й степени (22 марта 1812)[1]; алмазные знаки  к ордену (1813)
- Орден Святого Владимира 2-й степени (30 августа 1831)[2]
- Орден Святого Александра Невского (29 августа 1834)[3]
- Австрийский орден Леопольда командорский крест (Австрийская империя)
- Орден Красного орла 2-й степени (Королевство Пруссия)